# Symblepharis fuegiana
Symblepharis fuegiana là một loài Rêu trong họ Dicranaceae. Loài này được (Cardot) Ochyra & Matteri miêu tả khoa học đầu tiên năm 1996.